# قره‌گل (مشگین‌شهر)
قره‌گل یکی از روستاهای زیبای استان اردبیل است که در بخش مرادلو از توابع شهرستان مشگین‌شهر و در دهستان ارشق غربی واقع شده‌است. این روستا با طبیعتی سرسبز و مناظری دل‌انگیز، از جمله مناطق خوش‌آب‌وهوا و دل‌نشین منطقه به شمار می‌رود.این روستا دو ش/هید  به نامهای شهی/د خانعلی افتخاری و شهی/د امین محرمی تقدیم انقلاب اسلامی ایران کرده است.
ازجمله مکانها و مراتع این روستای زیبا میتوان به میری دره سی ،جین دره سی،ساری دره سی،آمالا دره سی،دابان گول،گدیک،قارپز دره سی ، جاجغلی شام اشاره کرد.

## جمعیت
بر اساس سرشماری سال ۱۳۸۵ جمعیت این روستا ۴۲۱ نفر با ۸۷ خانوار بوده‌است.